# Kanton Ruffieux
Der Kanton Ruffieux war von 1860 bis 2015 ein französischer Wahlkreis im Département Savoie. Er umfasste acht Gemeinden und hatte seinen Hauptort in Ruffieux. Die landesweiten Änderungen in der Zusammensetzung der Kantone brachten zum März 2015 seine Auflösung.

## Gemeinden
Der Kanton bestand aus acht Gemeinden:
| Gemeinde                 | Einwohner Jahr | Fläche km² | Bevölkerungsdichte | Code INSEE | Postleitzahl |
| ------------------------ | -------------- | ---------- | ------------------ | ---------- | ------------ |
| Chanaz                   | 499 (2013)     | 6,75       | 74 Einw./km²       | 73073      | 73310        |
| Chindrieux               | 1.310 (2013)   | 16,42      | 80 Einw./km²       | 73085      | 73310        |
| Conjux                   | 192 (2013)     | 1,7        | 113 Einw./km²      | 73091      | 73310        |
| Motz                     | 420 (2013)     | 9,04       | 46 Einw./km²       | 73180      | 73310        |
| Ruffieux                 | 836 (2013)     | 13,21      | 63 Einw./km²       | 73218      | 73310        |
| Saint-Pierre-de-Curtille | 473 (2013)     | 9,75       | 49 Einw./km²       | 73273      | 73310        |
| Serrières-en-Chautagne   | 1.183 (2013)   | 16,04      | 74 Einw./km²       | 73286      | 73310        |
| Vions                    | 426 (2013)     | 5,7        | 75 Einw./km²       | 73327      | 73310        |